# Nik Perumow

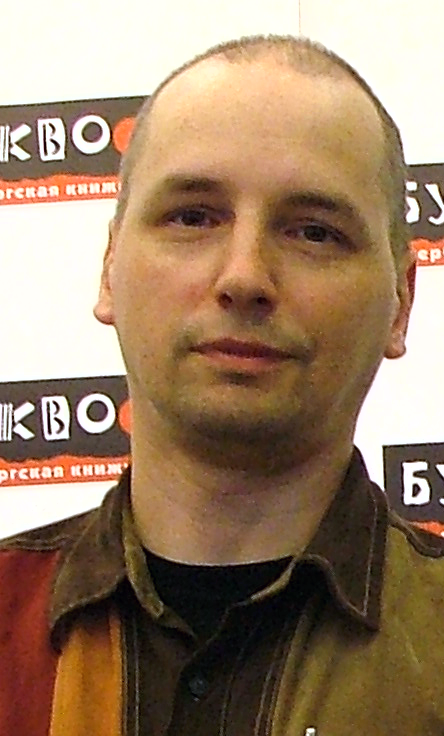
Nik Perumow (2009)

Nikolai Daniilowitsch „Nik“ Perumow (russisch Николай Даниилович „Ник“ Перумов, wiss. Transliteration Nikolai Daniilovič Perumov; * 21. November 1963 in Leningrad, UdSSR) ist ein russischer Fantasy- und Science-Fiction-Autor, einer der Gründer der russischen Fantasy. Bekannt wurde er durch die Veröffentlichung seines Buches Der Ring der Finsternis, dessen Handlung sich in der Mittelerde-Welt Tolkiens abspielt. Später wurde seine Reihe über ein eigenes Universum Das Geordnete sehr populär.

## Biografie
Perumow studierte Biophysik an der Polytechnischen Hochschule Leningrad, spezialisierte sich in Molekularbiologie und arbeitete zehn Jahre im Forschungsinstitut für besonderes reine Biostoffe Leningrad.
Ende der 1970er Jahre begann er zu schreiben und interessierte sich sehr für Fantasy. Am meisten begeisterten ihn die Werke Tolkiens, die er im englischen Original las. Er gehörte jahrelang zu einer Tolkien-Fan-Gemeinde.
Sein erstes Buch erschien 1993, 1994 überarbeitet als Der Ring der Finsternis (Dilogie, 1995 folgte ein dritter Teil). Es sorgte für viel Wirbel und Kritik unter Tolkiens Fans, weil er es wagte, neue Geschichten in Tolkiens Kosmos anzusiedeln. Seitdem beschreibt er nur seine eigenen Welten, meist das von ihm erfundene Universum Das Geordnete. Die Reihe besteht heute aus knapp zwanzig Fantasy-Romanen. Perumow verfasste auch mehrere Bücher in Zusammenarbeit mit anderen Autoren, darunter mit Sergei Wassiljewitsch Lukjanenko und Swjatoslaw Loginow.
2002–2004 wurden seine ersten Science-Fiction-Romane Der Totenkopf am Ärmel und Der Totenkopf im Himmel veröffentlicht.
Es gibt Ausgaben seiner Werke auf Englisch, Schwedisch, Polnisch, Tschechisch u. a.
Seit 1998 lebt er in den USA und ist im erlernten Beruf erfolgreich tätig. Er schreibt aber nach wie vor sehr produktiv, ist verheiratet und hat drei Söhne.

## Bibliografie (Auszug)
- Die elbische Klinge (Эльфийский Клинок), 1993
- Der schwarze Speer (Чёрное Копье), 1993
- Der Adamant des Hennas (Адамант Хенны), 1995
- Der Untergang der Götter (Гибель Богов), 1995
- Der Krieger der großen Finsternis (Воин Великой Тьмы), 1995
- Das Land ohne Freude (Земля без радости), 1995
- Schwarzes Blut (Чёрная кровь), 1996 (mit Swjatoslaw Loginow)
- Nicht die richtige Zeit für Drachen (Не время для драконов), 1997 (mit Sergej Lukianenko); dt.: Drachenpfade, 2009, übersetzt von Anja Freckmann, ISBN 978-3-453-52737-9
- Das Diamantenschwert, das Holzschwert (Алмазный Меч, Деревянный Меч), 1998
- Die Geburt des Magiers (Рождение Мага), 1999
- Die Reisen des Magiers (Странствия Мага), 2000
- Die Einsamkeit des Magiers (Одиночество Мага), 2001
- Der Krieg des Magiers: Die Eröffnung (Война Мага: Дебют), 2003
- Der Krieg des Magiers: Das Mittelspiel (Война Мага: Миттельшпиль), 2004
- Der Krieg des Magiers: Das Endspiel (Война Мага: Эндшпиль), 2006
- Der Krieg des Magiers: Das Finale (Война Мага: Конец Игры), 2006